# Ramón Delgado
Ramón Delgado (Asunción, 14 novembre 1976) è un allenatore di tennis ed ex tennista paraguaiano.

## Carriera
Delgado divenne professionista nel 1995. Nel Roland Garros 1998 sconfisse a sorpresa nel secondo turno Pete Sampras, testa di serie n.1. Non è riuscito a vincere alcun torneo, sia in singolare che in doppio. Destro di nascita, raggiunse il suo miglior ranking ATP il 26 aprile 1999 quando divenne numero 52 al mondo.
È il giocatore contro cui Rafael Nadal nel 2002 ha ottenuto la sua prima vittoria in un torneo ATP.

## Statistiche

### Singolare

#### Finali perse (1)
| Legenda (Singolare)               |
| Grand Slam (0)                    |
| Tennis Masters Cup (0)            |
| ATP Masters Series (0)            |
| ATP International Series Gold (1) |
| ATP Tour (0)                      |

| No. | Data            | Torneo                   | Superficie  | Avversario in finale | Punteggio |
| 1.  | 2 novembre 1998 | Bancolombia Open, Bogotà | Terra rossa | Mariano Zabaleta     | 4–6, 4–6  |